# Poison'd!
Poison'd! es un álbum de covers de la banda de hard rock estadounidense Poison. Fue publicado en 2007 y posee catorce canciones de los cuales nueve son totalmente nuevas y cinco ya habían sido incluidas en otros discos anteriores de la banda. En el álbum, Poison interpreta versiones de canciones de bandas y artistas que influenciaron su carrera musical como David Bowie, Tom Petty, The Cars, The Rolling Stones y Kiss.
El álbum ingresó en la lista Billboard 200 en la posición #32, vendiendo más de 20 mil copias en su primera semana. También logró ubicarse en la posición #12 en la lista Top Rock Albums.

## Listado de canciones
| N.º | Título                           | Escritor(es)                                  | Artista original (año)                 | Duración |  |
| 1.  | «Little Willy»                   | Nicky Chinn, Mike Chapman                     | Sweet (1973)                           | 3:18     |  |
| 2.  | «Suffragette City»               | David Bowie                                   | David Bowie (1972)                     | 2:57     |  |
| 3.  | «I Never Cry»                    | Alice Cooper, Dick Wagner                     | Alice Cooper (1976)                    | 3:33     |  |
| 4.  | «I Need to Know»                 | Tom Petty                                     | Tom Petty and the Heartbreakers (1978) | 2:21     |  |
| 5.  | «Can't You See»                  | Toy Caldwell                                  | The Marshall Tucker Band (1973)        | 4:57     |  |
| 6.  | «What I Like About You»          | Wally Palmar, Mike Skill, Jimmy Marinos       | The Romantics (1980)                   | 2:59     |  |
| 7.  | «Dead Flowers»                   | Mick Jagger, Keith Richards                   | The Rolling Stones (1971)              | 4:21     |  |
| 8.  | «Just What I Needed»             | Ric Ocasek                                    | The Cars (1978)                        | 3:36     |  |
| 9.  | «Rock and Roll All Nite»         | Paul Stanley, Gene Simmons                    | Kiss (1975)                            | 3:35     |  |
| 10. | «Squeeze Box»                    | Pete Townshend                                | The Who (1975)                         | 2:30     |  |
| 11. | «You Don't Mess Around with Jim» | Jim Croce                                     | Jim Croce (1972)                       | 3:06     |  |
| 12. | «Your Mama Don't Dance»          | Kenny Loggins, Jim Messina                    | Loggins and Messina (1972)             | 3:01     |  |
| 13. | «We're an American Band»         | Don Brewer                                    | Grand Funk Railroad (1973)             | 3:09     |  |
| 14. | «SexyBack»                       | Justin Timberlake, Timothy Mosley, Nate Hills | Justin Timberlake (2006)               | 3:25     |  |

## Personal
- Bret Michaels - Voz
- C.C. DeVille - Guitarra principal
- Bobby Dall - Efectos de sonido y bajo
- Rikki Rockett - Batería